# Велтистов, Евгений Серафимович
Евге́ний Серафи́мович Велти́стов (21 июля 1934, Москва — 1 сентября 1989, Москва) — советский детский писатель-фантаст, журналист и сценарист. Лауреат Государственной премии СССР (1982).

## Биография
Родился 21 июля 1934 года в Москве в семье военного инженера Серафима Философовича Велтистова (1906—1974). В 1942 году пошёл в 1-й класс 265-й школы.
В 1956 году окончил факультет журналистики МГУ.
Работал корреспондентом газеты «Пионерская правда», редактором отдела в журнале «Огонёк». В 1962 году вступил в КПСС.
С 1964 года – заместитель главного редактора, с 1970 года — главный редактор звукового журнала «Кругозор».
В 1980-е годы работал инструктором сектора телевидения и радиовещания отдела пропаганды и агитации ЦК КПСС. Бывший первый заместитель председателя Гостелерадио СССР Леонид Кравченко вспоминал:

Он много интересного принёс на телевидение, предложил ряд творческих новаций, я уже не говорю о фильмах, созданных творческим объединением «Экран» по его повестям. Один из его фильмов — «Приключения Электроника» – был особенно любим у детей.
В 1960 году в издательстве «Детская литература» вышла его первая научно-фантастическая повесть «Приключения на дне моря».
Известность Велтистову, ведущему автору советской детской научной фантастики, принёс цикл произведений о мальчике-роботе Электронике, копии школьника Сыроежкина — «Электроник — мальчик из чемодана. Повесть-фантазия» (1964), «Рэсси — неуловимый друг» (1970, 1971), «Победитель невозможного» (1975), «Новые приключения Электроника» (1984, переработка — 1988); по первым двум повестям снят популярный телефильм.
Среди других произведений Велтистова, имеющих отношение к научной фантастике, — повесть о тупике, в который заводит сказочное «исполнение желаний» — «Гум-Гам» (1970) (экранизирована в 1985 году), а также повесть-сказка «Миллион и один день каникул» (1976), «Классные и внеклассные приключения необыкновенных первоклассников» (1985). К научной фантастике Велтистова «для взрослых» относятся: повесть о близком будущем — «Глоток Солнца. Записки программиста Марта Снегова» (1967), в которой рассказывается о прибытии в Солнечную систему инопланетного звездолёта, управляемого компьютером, а также роман «Ноктюрн пустоты» (1988), описывающий заговор империалистов, угрожающих человечеству климатической войной; ранее опубликован вместе с предыдущей повестью в одном томе — сборнике «Ноктюрн пустоты. Глоток солнца» (1982).
Член Союза писателей СССР с 1966 года.
Последние 16 лет своей жизни Велтистов жил с семьёй на московской улице Алабяна.
Скончался в Москве 1 сентября 1989 года после тяжелой продолжительной болезни. Похоронен на Троекуровском кладбище (2 уч.).

## Семья
Жена — Марта Петровна Баранова (1924—2017), заведующая отделом литературы редакции газеты «Пионерская правда». В соавторстве с мужем написала несколько детских книг.
Сын — Максим Евгеньевич Велтистов (род. 1962), художник-педагог Центра непрерывного художественного образования, кандидат педагогических наук.

## Фильмография
- 1979 — Этот фантастический мир, выпуск 2 (по фрагменту из повести «Победитель невозможного»)
- 1979 — Приключения Электроника
- 1985 — Гум-Гам
- 1991 — Оружие Зевса (по мотивам романа «Ноктюрн пустоты»)

## Награды и премии
- Государственная премия СССР (1982) — за сценарий многосерийного художественного фильма «Приключения Электроника» (1979), премия за произведения литературы и искусства для детей
- орден Дружбы народов (14 ноября 1980) — за большую работу по подготовке и проведению Игр XXII Олимпиады[10]
- орден «Знак Почёта»

## Интересные факты
- В 1984 году Евгений Велтистов вместе с Татьяной Яковлевой написал сценарий телеспектакля «Сказочное путешествие мистера Бильбо Беггинса, Хоббита» по мотивам повести-сказки Джона Толкина «Хоббит, или Туда и обратно».
- Евгений Велтистов посодействовал учёному-физику Сергею Капице в создании телевизионного цикла научно-популярных передач «Очевидное-невероятное», а режиссёру-документалисту Марине Голдовской — в появлении фильма «Восьмой директор».